# Lembeh
Lembeh, en indonésien Pulau Lembeh, est une île d'Indonésie située dans la mer des Moluques, face à la ville de Bitung dont elle dépend administrativement. L'île est séparée de Célèbes par le détroit de Lembeh et constitue un site apprécié de plongée sous-marine en raison de son importante biodiversité.
L’île de Lembeh mesure 25 km de long et 2 km de large.

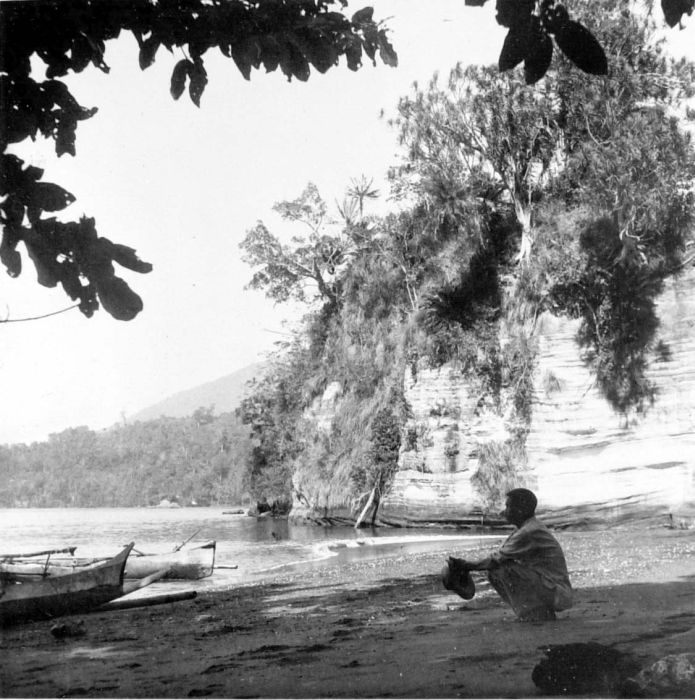
Chef de village sur une plage de Lembeh en 1948.